# Proconura doriae
Proconura doriae är en stekelart som först beskrevs av Masi 1929.  Proconura doriae ingår i släktet Proconura och familjen bredlårsteklar. Inga underarter finns listade i Catalogue of Life.